# Казімеж (Західнопоморське воєводство)
Казімеж (пол. Kazimierz) — село в Польщі, у гміні Білий Бур Щецинецького повіту Західнопоморського воєводства.
Населення — 49 осіб (2011).
У 1975-1998 роках село належало до Кошалінського воєводства.

## Демографія
Демографічна структура станом на 31 березня 2011 року:
|          | Загалом | Допрацездатний вік | Працездатний вік | Постпрацездатний вік |
| -------- | ------- | ------------------ | ---------------- | -------------------- |
| Чоловіки | 27      | 8                  | 14               | 5                    |
| Жінки    | 22      | 5                  | 11               | 6                    |
| Разом    | 49      | 13                 | 25               | 11                   |